# آلبوم‌های دنس/الکترونیک

آهنگ دنس

آلبوم‌های برتر دنس/الکترونیک (به انگلیسی: Top Dance/Electronic Albums) (درگذشته آلبوم‌های برتر الکترونیک) یک جدول موسیقی است که هر هفته توسط مجله بیلبورد منتشر می‌شود و رتبه‌بندی پرفروش‌ترین آلبوم‌های موسیقی الکترونیک در ایالات متحده را دارد. این جدول برای اولین بار در تاریخ ۳۰ ژوئن ۲۰۰۱ منتشر شد. در ابتدا به عنوان یک جدول پانزده موقعیتی آغاز شد و از آن زمان به بیست و پنج موقعیت گسترش یافته‌است. رتبه‌بندی با خرید حاصل از داده‌های ام‌آرسی دیتا و دانلود دیجیتال قانونی از انواع فروشگاه‌های موسیقی اینترنتی گردآوری می‌شود.
آلبوم‌های الکترونیک برتر دارای آلبوم‌های کامل هنرمندانی است که با ژانرهای موسیقی الکترونیکی (هاوس، تکنو، IDM، ترنس و غیره) همراه هستند. اولین عنوان رتبه یک آلبوم‌های برتر الکترونیک، موسیقی متن اصلی فیلم لارا کرافت: مهاجم مقبره بود. شهرت از لیدی گاگا با ۱۱۸ هفته رتبه یک و بیشترین هفته در جدول (با ۳۴۶ هفته) بیشترین هفته حضور در جدول را دارد.